# Gianni Zuddas
Gianni Zuddas est un boxeur italien né le 1er mars 1928 à Cagliari et mort le 26 octobre 1996 dans la même ville.

## Carrière
Sa carrière amateur est principalement marquée par une médaille d'argent remportée aux Jeux olympiques d'été de 1948 à Londres dans la catégorie des poids coqs.

### Jeux olympiques
Médaille d'argent en -54 kg aux Jeux de 1948 à Londres